# سن چارلز (داکوتای جنوبی)
سن چارلز(به انگلیسی: St. Charles) شهری در ایالت داکوتای جنوبی کشور ایالات متحده آمریکا است که جمعیت آن در سرشماری سال ۲۰۱۰ میلادی، ۱۱ نفر بوده‌است.